# Téléphérique de Maçka
 (mars 2025).
Le téléphérique de Maçka ou téléphérique de Maçka-Taşkışla (en turc : TF1 Maçka -Taşkışla teleferik hatti) est un téléphérique situé dans le district de Şişli à Istanbul, en Turquie. Inaugurée le 11 avril 1993, la ligne de 333 mètres de long relie le quartier de Maçka au quartier de Taşkışla, près de la place Taksim. Il est exploité sous le numéro de ligne Tf1 par la compagnie de transport d'Istanbul, une filiale de la municipalité métropolitaine d'Istanbul. Le tarif est payé avec la carte à puce sans contact d'Istanbulkart, valable dans tous les transports publics d'Istanbul.

## Emplacement
La ligne de télécabine a été construite pour permettre un accès facile entre Maçka et Taşkışla, deux localités du centre de la ville séparées l'une de l'autre par une vallée verdoyante et profonde. Ils sont normalement reliés par un long chemin en forme de fer à cheval autour de la vallée, qui contient le parc de la démocratie de Maçka et le bureau des mariages de Beyoğlu,. Il existe des campus de l'Université technique d'Istanbul des deux côtés de la vallée ainsi que des hôtels cinq étoiles comme le ParkSA Hilton Hotel, le Swissôtel Istanbul The Bosphorus Hotel du côté de Maçka, et le Hilton Istanbul Bosphorus, le Hyatt Regency, le Divan Istanbul du côté de Taşkışla. Le théâtre en plein air Cemil Topuzlu est situé à proximité de la gare de Taşkışla.

## Système de télécabine
La ligne a été conçue et le système a été livré par la société française Poma, et la construction a été réalisée par la société turque Baytur. Il s'agit d'un système de transport aérien par câble à deux stations.
En cas de coupure d'alimentation électrique, un générateur de secours assure le déplacement des cabines jusqu'à la station cible à faible vitesse,.

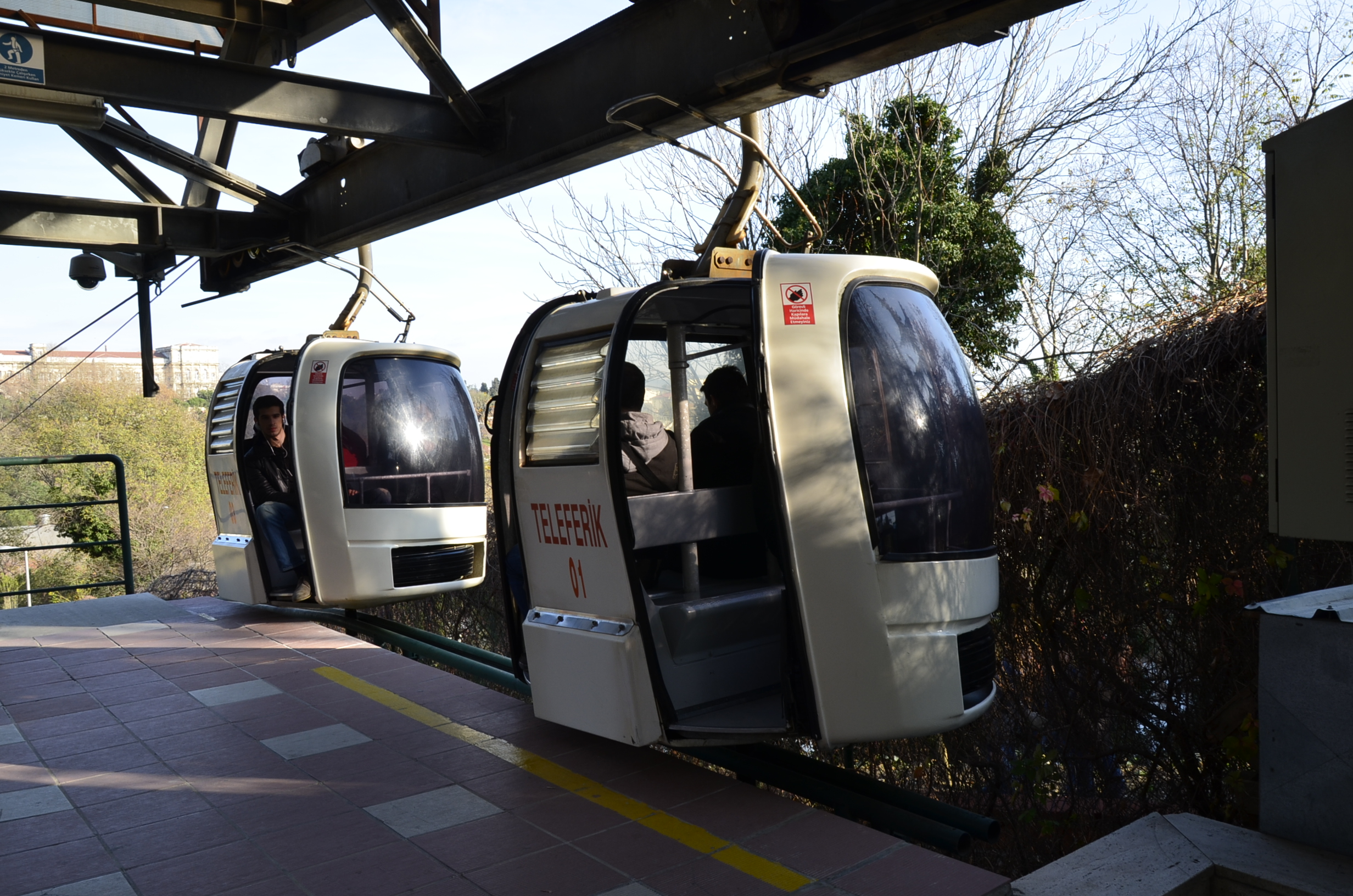
Cabines tandem de la télécabine Maçka au terminal de Taşkışla.

### Chiffres
- Longueur de la ligne : 333 mètres
- Nombre de stations : 2
- Nombre de cabines : 4
- Durée du trajet : 3,5 minutes
- Horaires d'ouverture : 07h30–21h00 (en semaine), 08h00–19h00 (le dimanche)
- Fréquentation quotidienne : 1 000 passagers par jour
- Nombre de déplacements quotidiens : 90
- Fréquence : 5 minutes aux heures de pointe
- Tarif : ₺ 2,30 (par Istanbulkart)[6]

## Stations
| Non | Gare  | District | Transfert                         | Remarques                     |
| --- | ----- | -------- | --------------------------------- | ----------------------------- |
| 1   | Maçka | Şişli    | Bus IETT : 26, 26A, 26B, 30A, 30M | Mosquée Teşvikiye・Parc Maçka |
| 2   | Tâche | Şişli    | Bus İETT :                        |                               |